# صناعة السينما المسيحية

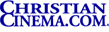
كريستيان سينما هو المواقع التي تحمل الأفلام المتعلقة المسيحية.

صناعة السينما المسيحية هي مصطلح عام للأفلام التي تحتوي على رسالة مسيحية أو أخلاقية، ينتجها المخرجون المسيحيون للجمهور المسيحي، والأفلام التي ينتجها غير المسيحيين مع أخذ الجماهير المسيحية في الاعتبار. غالباً ما تكون الأفلام عابرة للطوائف المسيحية، ولكن يمكن أيضا أن تستهدف هذه الأفلام طائفة معينة من الطوائف المسيحية.
على الرغم من حمل عدد من الأفلام الشعبية التي تم إنتاجها في الإستوديو السائدة هي أفلام مع رسائل مسيحية قوية أو مأخوذة من قصص الكتاب المقدس، مثل بن هور، والوصايا العشر، وآلام المسيح، وسجلات نارنيا: الأسد، الساحرة وخزانة الملابس، وكتاب إيلاي، ومدفع الرشاش؛ الا أنها لا تعتبر جزءاً من صناعة السينما المسيحية، كونها لاأدرية عن المعتقدات الدينية للجماهير. يتم إنتاج العديد من الأفلام المسيحية من خلال شركات مستقلة يديرها مسيحيين ملتزمين والتي تستهدف أساساً جمهور مسيحي. شهدت صناعة السينما المسيحية ازدهار منذ نجاح فيلم حريق، والذي كان أعلى إيرادات صندوق التذاكر كفيلم مستقل عن عام 2008. نجاح فيلم حريق قد يرجع جزئياً إلى الباب الذي فتحه نجاح آلام المسيح، والذي يعتبر أكثر الأفلام نجاحاً في تاريخ إيرادات صندوق التذاكر في الولايات المتحدة الأمريكية.
في عام 2006 تم إنتاج ما يقرب من 50 فيلماً مسيحياً في الولايات المتحدة، وبلغ متوسط الأفلام في ذاك العام 39 مليون دولار. وقد أنشأت كل من الخمس استوديوهات هوليوود الكبرى إدارات تسويقية لاستهداف الطلب المتزايد على الأديان والأسرة. وقال تيد بيهر الناشر في موفيغويد "هناك منافسة للوصول إلى الجمهور المسيحي بشكل لم يسبق له مثيل، وأعتقد أنه في مرحلة ما ستستقر، ولكن حتى الآن تصبح أكبر وأكبر، وهو أكثر مما كنت أتصوره. واحدة من الجماهير التي أصبحت مستقرة والذي نمى للكتب والموسيقى والأفلام هو الجمهور المسيحي[مبهم]". وقد أدى انتشار الأفلام المسيحية والأفلام ذات الرسالة المسيحية إلى إنشاء العديد من مواقع الإنترنت التي تركز أعمالهم حصرياً على بيع وتوزيع الأفلام المسيحية على الإنترنت والأفلام الصديقة للأسرة مثل Parables.tv وFishFlix.com وChristianCinema.com وChristianMovies.com. وافتتح FishFlix.com أول متجر دي في دي مخصص تماماً للأفلام المسيحية في تولسا، أوكلاهوما. في عام 2014 كان الفيلم المسيحي الله ليس ميت واحد من أكثر الأفلام المسيحية المستقلة نجاحاً.

## مواقع خارجية
- FishFlix.com
- Christian Film Database نسخة محفوظة 9 يوليو 2017 على موقع واي باك مشين.
- ChristianCinema.com نسخة محفوظة 26 يناير 2021 على موقع واي باك مشين.
- Christian Film Festivals of America
- 123movies